# 고즈정
고즈정(일본어: 国府津町)은 일본 가나가와현 아시가라시모군에 있던 정이다. 

## 지리
현재의 오다와라시에 동부 해당한다.

## 역사
- 1889년 4월 1일 - 정촌제 시행에 의해 고즈촌의 단독으로 촌제를 시행해 아시가라시모군 고즈촌이 성립하였다.
- 1924년 4월 1일 - 정으로 승격해, 고즈정이 되었다.
- 1954년 12월 1일 - 사카와정, 가미후나카촌, 시모소가촌, 가타우라촌과 함께 오다와라시에 편입되었다.

## 교통

### 철도
- 일본국유철도 (→ 동일본 여객철도)
  - 도카이도 본선
  - 고텐바선
- 하코네 등산 철도 오다와라 시내선 (1920년까지)

### 도로
- 국도 제1호선

## 참고 문헌
- 角川日本地名大辞典編纂委員会,『角川日本地名大辞典 神奈川県』1984, 角川書店
- 中野敬次郎『小田原近代百年史』形成社、1968年。
- 小田原市立図書館『小田原市史ダイジェスト版 おだわらの歴史』小田原市立図書館、2007年。
- 『東華軒創業100年記念誌 新生ハローズ 新たなる旅立ち』東華軒 記念誌編集刊行委員会、1989年。